# Mary Paravicini-Vogel
Mary Paravicini-Vogel, Taufname Mary Elsbeth (* 6. September 1912 in Basel; † 23. August 2002 ebenda), war eine Schweizer Politikerin (LdU), Frauenrechtlerin, Natur- und Tierschützerin.

## Leben und Werk

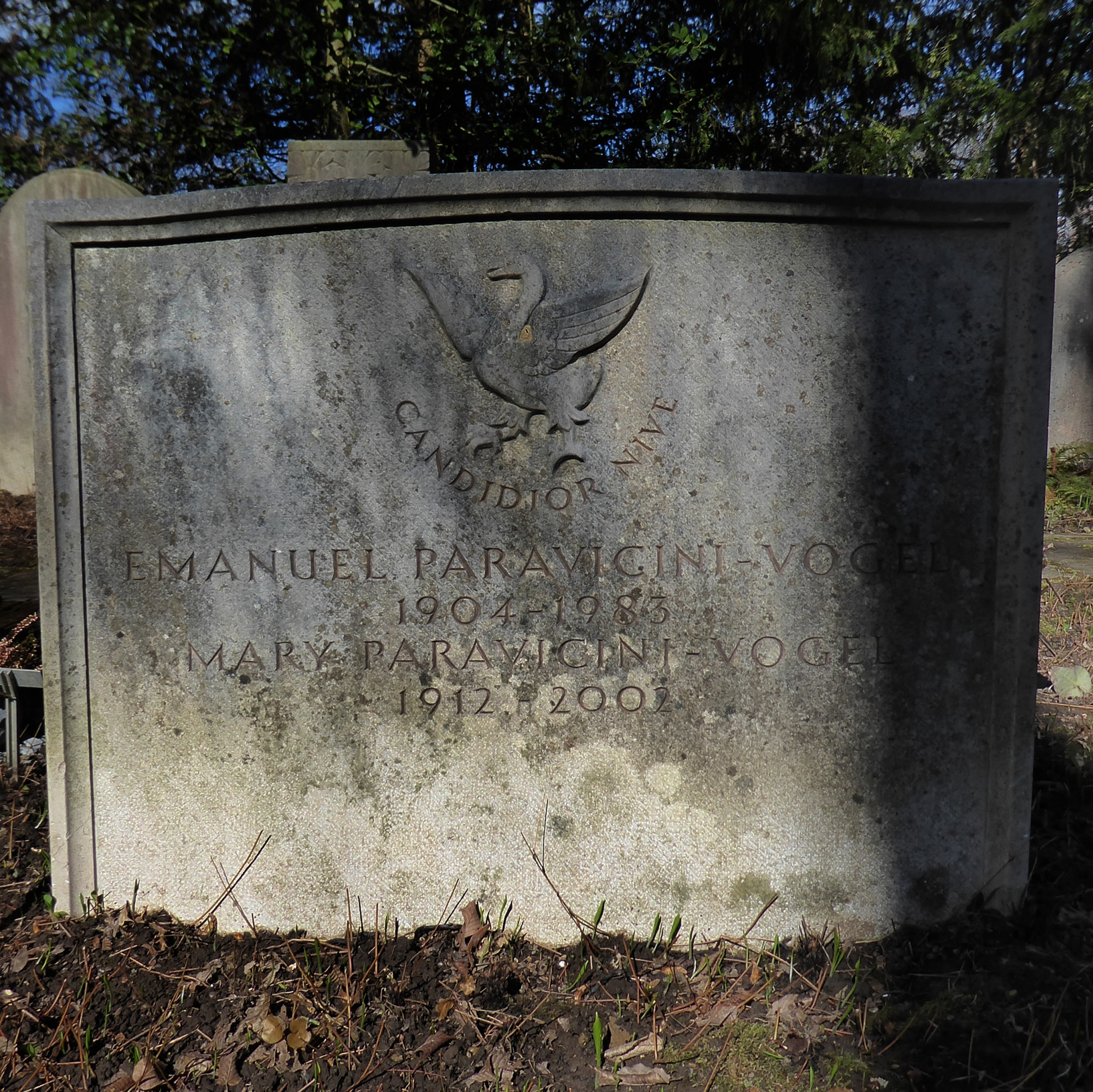
Grab, Friedhof am Hörnli.

Mary Paravicini-Vogel konnte ihren ursprünglichen Traum, Anwältin zu werden, nicht verwirklichen. Dennoch verkehrte sie später in juristischen Kreisen und arbeitete nach dem Besuch zweier Handelsschulen als Sekretärin in einem Advokaturbüro und später in der Kanzlei des Zivilgerichts. 
1937 heiratete sie den Anwalt Emanuel Paravicini (1904–1983) und arbeitete in dessen Advokatur. Sie bekamen vier Töchter (Beatrice, Salomé, Reta und Vera). Politisch engagierte sich das Ehepaar ab 1942 im Landesring der Unabhängigen.
Mary Paravicini-Vogel war von 1946 bis 1956 Vorstandsmitglied der Vereinigung für Frauenstimmrecht Basel und Umgebung. Zudem war sie von 1947 bis 1957 Vorstandsmitglied des Schweizerischen Verbands für das Frauenstimmrecht. 1955 führte sie die Schweizer Delegation am Kongress des Frauenweltverbandes in Ceylon an. Ein Jahr später kam es zum Zerwürfnis, und sie trat aus den beiden Verbänden aus. 
1957 war sie Gründerin des Schweizer Bunds der Migros-Genossenschafterinnen und bis 1975 deren Präsidentin. Von 1969 bis 1984 war sie Mitglied der Verwaltung des Migros-Genossenschafts-Bunds.
Von 1975 bis 1984 sass sie für die LdU im Basler Grossen Rat und setzte ihre politischen Schwerpunkte im Bereich des Konsumenten-, Natur- und Tierschutzes. Zudem engagierte sie sich im Kampf gegen die Atomkraft. 
Mary Paravicini-Vogel fand ihre letzte Ruhestätte auf dem Friedhof am Hörnli.